# Чебаки
Чебаки́ (рос. Чебаки) — село у складі Макушинського округу Курганської області, Росія.
Населення — 304 особи (2010, 423 у 2002).
Національний склад станом на 2002 рік:
- росіяни — 87 %